# Baredine-barlang
A Baredine egy aknabarlang Horvátországban, Isztria megyében, az Isztriai-félsziget nyugati partja közelében, Poreč, Višnjan és Tar között, csupán 5 km-re a tengertől. Az Isztriai-félsziget horvát részének első turisztikai célokra alkalmassá tett barlangkutató helye, amely 1995 óta látogatható. A barlang neve valószínűleg a „bared” szóból származik, ami a helyi nyelvjárásban elhanyagolt földet jelent. A karsztterület, amelyben kialakult, a vörös talajjal (terra rossa) borított krétakori tenger üledéke. A barlang függőleges bejáratától, amely 117 méterrel a tengerszint felett helyezkedik el, a parkosított olajfaligetekre és a szőlőre nyílik kilátás egészen a tengerig.

## Története
Noha a barlang az ókortól ismert és látogatott, az utóbbi időben a poreči „Proteus” Barlangkutató Egyesület barlangkutatói a Baredine-barlang kutatásának szentelték idejüket.
1973-ban -80 méteren (a trieszti barlangkutatók 1928-ból származó kutatásaiban korábban rögzített mélység) új átjárót fedeztek fel, amelyen keresztül eljutottak a földalatti tavakhoz és a máig ismert legmélyebb pontig, a 132 méteres mélységig. E kutatás alapján 1986-ban a barlangot védett geomorfológiai emlékekké nyilvánították.
Az 1990-es évek elején konkrét munkálatok kezdődtek a barlang látogathatóvá tételének érdekében. A barlang 1995 májusa óta áll nyitva turisztikai célú látogatások előtt. A következő években rendezték az infrastruktúrát, amely megteremtette a feltételeket a látogatók hosszabb tartózkodására a barlangban és környékén.
Az 1973-as első feltárásoktól napjainkig tovább kutatták a barlangot azzal a céllal, hogy új tereket találjanak. Talajában olyan kerámiákat gyűjtöttek, ami az ember őskori ittlétéről tanúskodik, egyúttal feltárták a földalatti állatvilágot is.

## A barlanghoz fűződő legenda
A barlanghoz fűződik egy 13. századi legenda. Eszerint egy poreči nemes Gabriel, beleszeretett egy gyönyörű nova vasi pásztorlányba, Milkába. Mivel Gabriel anyja nem tudta eloltani ezt a szerelmet egy gonosz cselhez folyamodott. Három aranyat adott a rablóknak, hogy titokban öljék meg a gyönyörű Milkát. A rablók azonban nem ölték meg a pásztorlányt, hanem egy barlangba dobták. Amikor a nemes Gabriel megtudta kedvesének gonosz sorsát, felült a lovára és eltűnt. Csak egy lovat találtak egy közeli barlang közelében. A történet ezután arról szól, hogy a szerencsétlen pásztorlány megkövesedett teste évszázadról évszázadra fokozatosan csúszik a barlang feneke felé, keresve szeretetőjét. A barlangkutatók azt tartják, hogy ha egy kis ásással eljuthatnának a szomszédos barlangba a szerelmesek testei  találkoznának a mélyben, és így örökre együtt maradnának.

## Turizmus
A barlang turisztikai bejárása 40 percig tart. A turistaút egy 300 méter hosszú járaton át vezet, mely öt, cseppkövekkel gazdagon díszített csarnokot érint, majd leereszkedik egy 60 méter mélyen fekvő földalatti tóhoz. Érdekes vonása ennek a kalandos útnak a találkozás a földalatti élővilággal, különösen az emberhalakkal (Proteus anguinus), amelyek a Dinári karszt tágabb területein endemikusak. A barlang jól megvilágított és rendezett, az ösvény és a lépcsők szilárd kapaszkodókkal rendelkeznek, a hőmérséklet kellemes 14 ˚C, így különleges cipő és ruha nélkül is látogatható.

## Fordítás
Ez a szócikk részben vagy egészben  a   Baderine (jama) című horvát Wikipédia-szócikk ezen változatának fordításán alapul.  Az eredeti cikk szerkesztőit annak laptörténete sorolja fel. Ez a jelzés csupán a megfogalmazás eredetét és a szerzői jogokat jelzi, nem szolgál a cikkben szereplő információk forrásmegjelöléseként.